# Friedrich Wilhelm Kraemer
Friedrich Wilhelm Kraemer, född 19 maj 1907 i Halberstadt, död 18 april 1990 i Köln, var en tysk arkitekt och högskolelärare. 
Kraemer bildade tillsammans med Walter Henn och Dieter Oesterlen Braunschweigskolan, en arkitektutbildning med högt anseende under 1950- och 1960-talet.
Friedrich Wilhelm Kraemer studerade arkitektur i Braunschweig och Wien 1925–1929 och var 1929–1935 assistent till Carl Mühlenpfordt i Braunschweig. 1935–1940 hade Kraemer en egen arkitektbyrå i Braunschweig och blev 1939 utsedd till arkitekt hos Deutsche Arbeitsfront. 1945 utsågs han till Oberbaurat på Braunschweigs stad och professor i byggnadslära och ritning på tekniska högskolan i Braunschweig. 
Kraemer kom tillsammans med Egon Eiermann och Sep Ruf att bli en av de mest inflytelserika arkitekterna under 1950-talets Wirtschaftswunder i Västtyskland med sitt stränga formspråk och en saklig och elegant funktionalistisk arkitektur. Han arbetade tillsammans med Günther Pfennig och Ernst Sieverts i bolaget Kraemer – Pfennig – Sieverts (KPS) 1960–1974 och tillsammans med Sieverts och andra i Prof Kraemer Sieverts & Partner (KSP) 1975–1985. 

## Verk (urval)

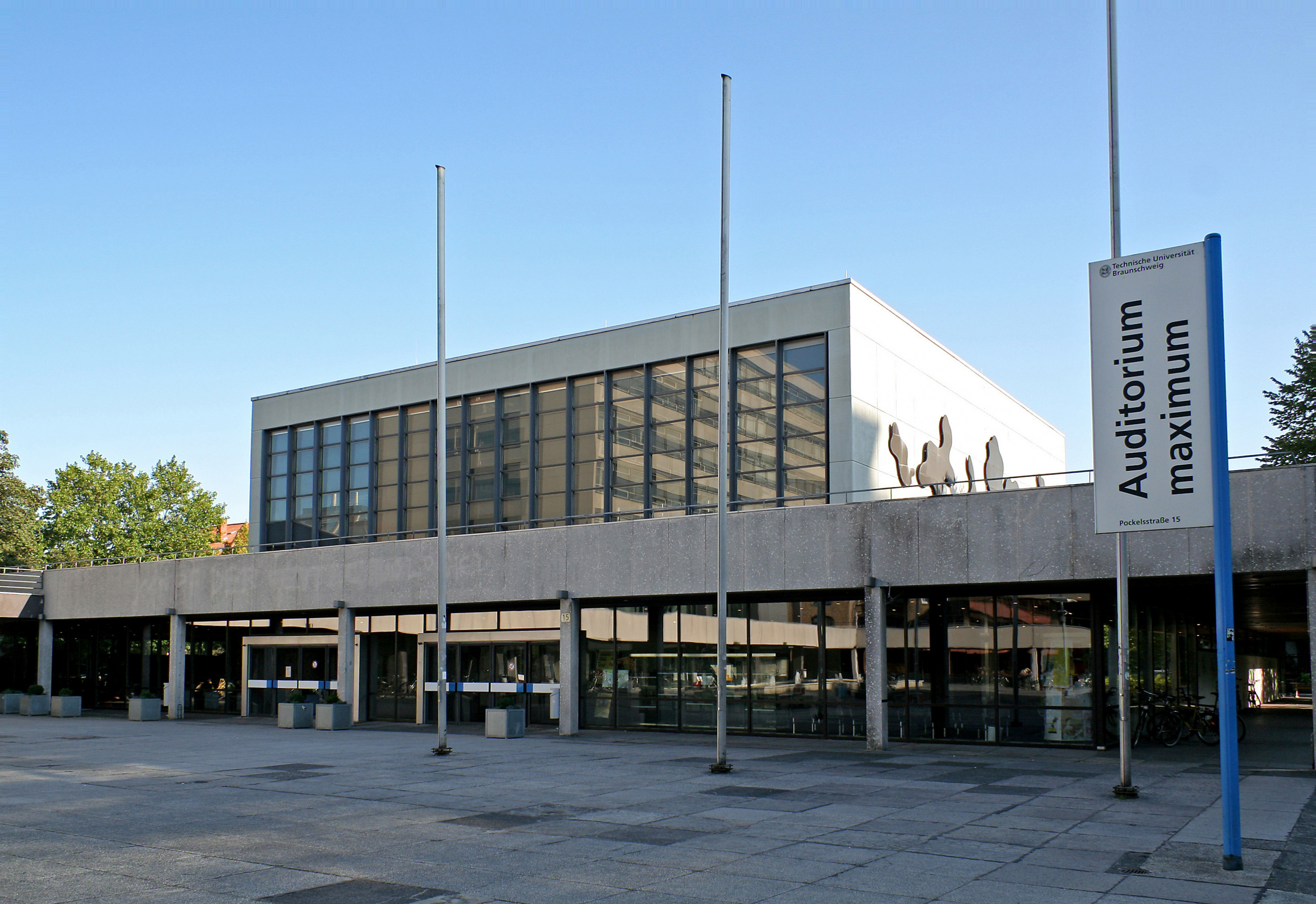
Audimax, Braunschweig

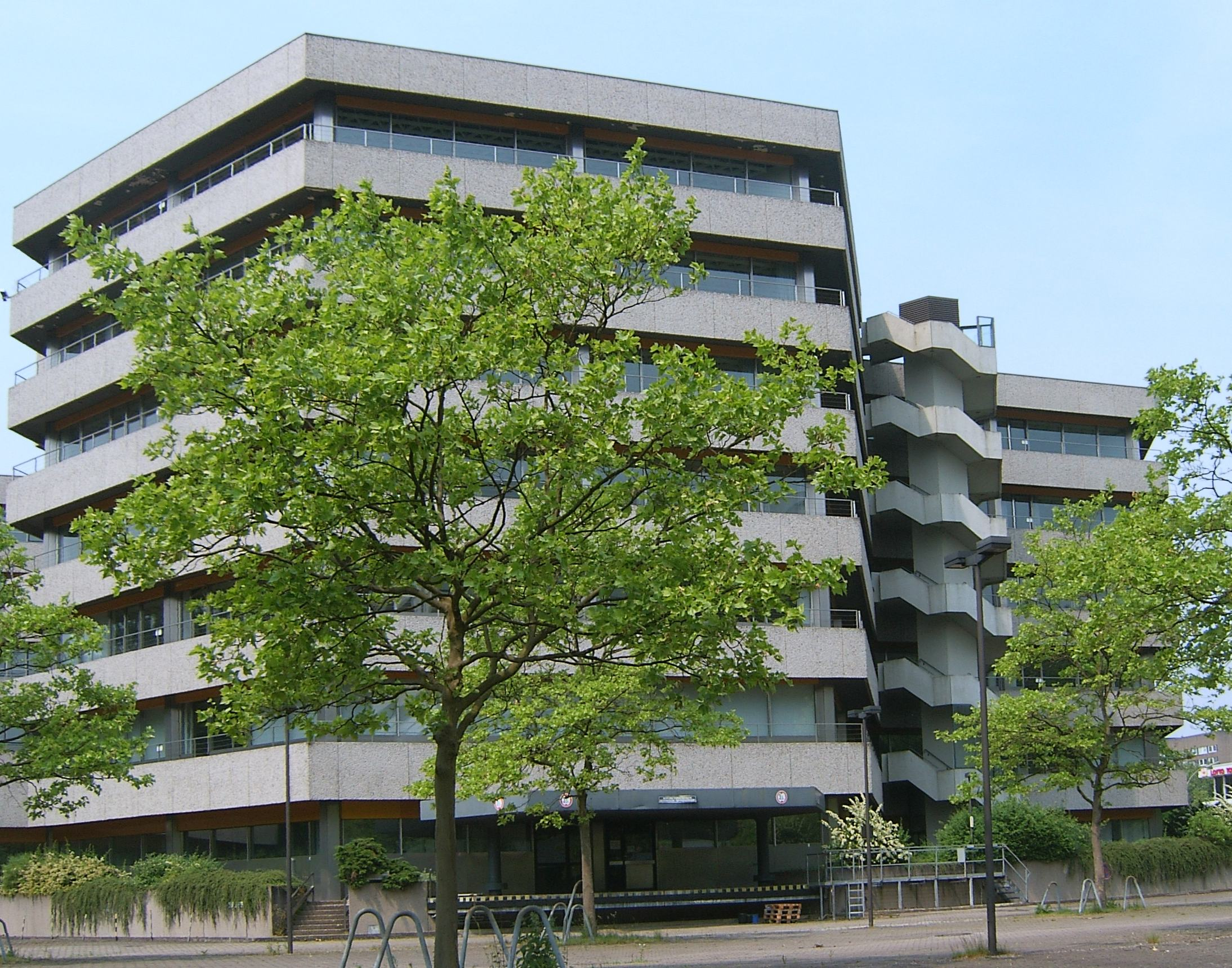
BP:s huvudkontor i Hamburg (City Nord)

- 1936–1941: Niedersächsische Motorenwerke i Braunschweig
- 1937: Haus Kraemer i Braunschweig
- 1950–1951: NWDR-Funkhaus i Hannover
- 1951–1952: Affärshuset Pfeiffer & Schmidt i Braunschweig
- 1953–1954: Varuhuset Flebbe i Braunschweig
- 1958: Auditorium maximum på TH Braunschweig
- 1958–1960: Jungferntal-skolan i Dortmund
- 1960–1961: Iduna-Hochhaus på Servatiiplatz i Münster
- 1955–1963 : Jahrhunderthalle Farbwerke Hoechst AG i Frankfurt am Main
- 1961–1963 : Iduna-höghuset i Essen
- 1959–1964: Stadtsparkasse Düsseldorfs huvudkontor på Berliner Allee i Düsseldorf
- 1960–1964: Delstatscentralbanken i Düsseldorf
- 1963–1965: Bostadshuset Roedenbeck i Braunschweig (med Reinhard Schulze)
- 1968–1971: BP:s huvudkontor i Hamburg (City Nord)
- 1970: Braunschweigs universitetsbibliotek
- 1973–1976: Studentendorf Schlachtensee i Berlin